# Toestandsfunctie
Een toestandsfunctie is een functie van een of meer variabelen die een grote rol speelt in de thermodynamica. De functiewaarde wordt volledig bepaald door een combinatie van waarden van die variabelen. Deze combinatie wordt de toestand genoemd. De huidige functiewaarde hangt dus niet af van een vorige toestand en op welke manier de huidige toestand bereikt werd.
Wanneer men zich beperkt tot functies van één variabele is er slechts één mogelijke route van toestand A naar toestand B; alleen het tempo van de verandering (en de (on)omkeerbaarheid) kunnen verschillen. Wanneer er meer variabelen zijn is dat een andere zaak. In de thermodynamica heeft men te maken met een groot aantal variabelen, zoals druk, temperatuur en zo veel samenstellingsvariabelen als er componenten zijn in het systeem. Eventueel komen daar nog magnetische of elektrische velden bij. Om nu bijvoorbeeld van een toestand bij 25°C en 1 bar naar 100°C en 10 bar te komen kan men bijvoorbeeld eerst verwarmen, en daarna samenpersen, of eerst samenpersen en daarna verwarmen. Ook allerlei mengvormen zijn mogelijk.
Een goed voorbeeld van het verschil tussen een pad-onafhankelijke en een pad-afhankelijke functie is het volgende. Stel men maakt een rondrit door de bergen van een punt A op de berg naar punt B in het dal en vervolgens weer terug naar A. Daarbij kijken we naar twee meters in de auto: een luchtdrukmeter en de benzinemeter. Voor de luchtdrukmeter maakt het niet uit welke weg er gekozen wordt: bij het meten van de luchtdruk P in A voor en na het traject wordt dezelfde waarde gevonden, en in B een andere, hogere waarde (weersveranderingen daargelaten). Voor de benzinemeter van de auto is dat echter een ander verhaal: die zal voor de rit in A een andere waarde aangeven dan na de rit in A. De luchtdruk is dus een toestandsfunctie, en de brandstofstand niet. De luchtdruk is alleen een functie van de toestand, maar de brandstofstand is daarnaast ook een functie van de afgelegde weg.
Wiskundig zijn er een aantal opmerkelijke eigenschappen van toestandsfuncties. Bij terugkeer naar punt A keert ook de toestandsfunctie P weer naar zijn oorspronkelijke waarde terug. Wiskundig kan men dat generaliseren door te zeggen dat een kringintegraal over een toestandsfunctie altijd nul oplevert.
{\displaystyle \oint \mathrm {d} P=0}
Daaruit kan worden afgeleid dat een verandering een toestandsfunctie P die van twee variabelen (X,Y) afhangt altijd geschreven kan worden als een totale differentiaal:  
{\displaystyle \mathrm {d} P=\left({\frac {\partial P}{\partial X}}\right)_{Y}\mathrm {d} X+\left({\frac {\partial P}{\partial Y}}\right)_{X}\mathrm {d} Y}
Daarbij staat de coëfficiënt {\displaystyle (\partial P/\partial X)_{Y}} voor de partiële afgeleide van P naar X (bij Y constant) en {\displaystyle (\partial P/\partial Y)_{X}} voor de partiële afgeleide van P naar Y bij X constant.
Als P inderdaad een toestandsfunctie is, zijn de tweede-orde kruistermen aan elkaar gelijk, dat wil zeggen dat de partiële afgeleide van {\displaystyle (\partial P/\partial X)_{Y}} naar Y gelijk is aan de partiële afgeleide van {\displaystyle (\partial P/\partial Y)_{X}} naar X. Indien P geen toestandsfunctie is, zijn ze ongelijk. In wezen is P dan dus niet alleen een functie van X en Y, maar ook van andere, niet nader gespecificeerde variabelen.
De gelijkheid van de kruistermen wordt in de thermodynamica gebruikt voor het formuleren van de maxwellrelaties tussen de verschillende thermodynamische potentialen. Zo wordt bijvoorbeeld uit de gibbsenergie afgeleid
{\displaystyle -\left({\frac {\partial S}{\partial p}}\right)_{T}=\left({\frac {\partial V}{\partial T}}\right)_{p}}